# Томпсон, Джейсон (писатель)
Дже́йсон То́мпсон (Jason Thompson, род. 13 октября 1974, Сан-Франциско) — американский писатель, журналист, манга-критик.

## Жизнь и карьера
Джейсон Томпсон родился 13 октября 1974 года в Сан-Франциско, бо́льшую часть своего детства и юности провёл в калифорнийском городе Хилдсберг. Писать и рисовать он начал в 1980-х годах. В 1991 году он присоединился к аниме-клубу колледжа, в котором учился. Четыре года спустя он закончил там обучение.
В 1996 году он устроился на работу в компании Viz Media и некоторое время занимал должность редактора журнала Game On! USA. В конце 1990-х Томпсон самиздатом выпустил несколько собственных комиксов; в 1997 году — The Dream-Quest of Unknown Kadath (Сомнамбулический поиск неведомого Кадата), его «первый реальный комикс». После работы в Game On! USA Томпсон занимался несколькими индивидуальными проектами и стал первым редактором американской версии японского журнала манги Weekly Shonen Jump.
В 2001 году он выпустил собственный веб-комикс The Stiff. В 2003 году его комикс-адаптация The Dream-Quest of Unknown Kadath была экранизирована: премьера фильма состоялась 11 октября 2003 года на фестивале фильмов имени Говарда Лавкрафта, впоследствии он был выпущен на DVD.
Томпсон является автором книги Manga: The Complete Guide (Del Rey, 2007 год), её создание он задумал ещё в 2000 году. Обозревателем сайта Comic Book Bin Джули Грей издание было названо незаменимым источником для тех, кто пишет о манге; в 2008 году книга была номинирована на премию Айснера в категории «лучшая книга, связанная с темой комиксов» (англ. Best Comics-Related Book). В качестве дополнительного приложения к Manga: The Complete Guide Томпсон публиковал ежедневные обзоры манги на сайте Suvudu.com начиная с ноября 2009 года.
Вместе с Виктором Хао Томпсон создал графический роман King of RPGs, описываемый как слияние сёнэн-манги и настольных ролевых игр. Пилотный выпуск он предоставлял издательству Tokyopop для публикации в серии Rising Stars of Manga (антологии англоязычных комиксов), однако его не устроил предложенный контракт, и тогда он предложил концепцию романа издательству Del Rey.
C мая 2010 года Джейсон Томпсон ведёт собственную колонку «House of 1000 Manga» на сайте Anime News Network, где в еженедельных выпусках рассказывает о манге.
В 2008 году Хиро Масима нарисовал Томпсона, с которым познакомился в том же году на фестивале Comic-Con International, в своей манге Fairy Tail в качестве эпизодического персонажа — журналиста.
В конце 2011 года, Томпсон собрал средства, с помощью сервиса Kickstarter, на выпуск книги с его комикс-адаптациями рассказов Говарда Лавкрафта.